# Jiří Čepelka
Jiří Čepelka (6. června 1953 Ústí nad Orlicí – 16. listopadu 2022) byl český politik, počátkem 21. století poslanec Parlamentu ČR za Pardubický kraj, člen ODS.

## Vzdělání, profese a rodina
Vyučil se strojním zámečníkem, poté odmaturoval na SPŠ textilní v Ústí nad Orlicí. Po škole pracoval jako konstruktér v podniku Kovostav, v oddělení průmyslové a právní ochrany. Od 90. let vedl právní oddělení firmy Rieter CZ, která postupně měnila název a ve které vykonával různé funkce např. člen dozorčí rady či jednatel.

## Politická kariéra
V komunálních volbách roku 1994, komunálních volbách roku 1998, komunálních volbách roku 2002, komunálních volbách roku 2006 a komunálních volbách roku 2010 byl zvolen do zastupitelstva města Ústí nad Orlicí, k roku 1994 jako bezpartijní za ODS, v následných volbách již jako člen ODS. Profesně se k roku 1998 uvádí jako vedoucí právního oddělení, následně k roku 2002 a 2006 coby starosta, v roce 2010 opět jako vedoucí právního oddělení. V letech 1998–2006 byl starostou města, v roce 2006 se stal místostarostou.
Roku 1994 vstoupil do ODS. Od roku 2004 působil jako místopředseda Regionální sdružení ODS.
V krajských volbách roku 2000 byl zvolen do Zastupitelstva Pardubického kraje za ODS. V senátních volbách roku 2004 neúspěšně kandidoval v obvodu č. 46 – Ústí nad Orlicí do horní komory parlamentu. Vyhrál sice první kolo se ziskem 36,63 % hlasů, ve druhém kole jej ovšem porazila tehdejší křesťanská demokratka Ludmila Müllerová o pouhých 59 hlasů.
Ve volbách v roce 2006 byl zvolen do poslanecké sněmovny za ODS (volební obvod Pardubický kraj). Byl členem sněmovního výboru pro bezpečnost a výboru pro obranu. Ve volbách roku 2010 svůj mandát neobhájil kvůli tzv. kroužkování.